# Substance vénéneuse
 (avril 2020).
Si vous disposez d'ouvrages ou d'articles de référence ou si vous connaissez des sites web de qualité traitant du thème abordé ici, merci de compléter l'article en donnant les références utiles à sa vérifiabilité et en les liant à la section « Notes et références ».
Une substance vénéneuse est une substance renfermant un ou plusieurs principes actifs dangereux pour l'organisme,.
Si elle rentre dans la composition d'un médicament avec un dosage non nocif, sa posologie doit être prescrite et adaptée au cas du patient.

## Législation

### France
En France, les substances vénéneuses pour l'humain sont définies à l'article L5132-1 du Code de la santé publique. Elles comprennent notamment les substances stupéfiantes, les psychotropes, et certaines substances classés sur la liste I et liste II en fonction de leur dangerosité.
Les médicaments contenant des substances vénéneuses à doses non exonérées ne peuvent être délivrés que sur ordonnance médicale.
Tous les médicaments contenant des substances vénéneuses à doses non exonérées doivent porter la mention « respecter les doses prescrites » en caractères noirs sur fond rouge.
Les substances vénéneuses en santé animale sont définies à l'article L5144-1 du Code de la santé publique.

### Classification
Il existe en France une liste des substances vénéneuses, périodiquement mise à jour, avec des classes de toxicité.